# Saison 2022-2023 du Montpellier Hérault Sport Club
 (janvier 2025).
Maillots
Dernière mise à jour : 1er août 2023.
Chronologie
Saison précédente Saison suivante
La saison 2022-2023 du Montpellier Hérault Sport Club est la quarante-et-unième saison du club héraultais en première division du championnat de France, la treizième consécutive au sein de l'élite du football français.
Les Pailladins participent également durant la saison à la Coupe de France.

## Avant saison

### Objectif du club
Bien que Laurent Nicollin soit souvent prudent sur ce sujet, nous pouvons déduire des saisons précédentes la volonté de toujours faire mieux que la saison passée ; accrocher une 13e place ou mieux.

### Transferts estivaux
Le mercato estival débute le vendredi 10 juin et se termine le 31 août à 0h00.
| Nom                 | Nationalité | Poste     | Transfert      | Provenance/Destination                | Division                          |
| Arrivées            | Arrivées    | Arrivées  | Arrivées       | Arrivées                              | Arrivées                          |
| Wahbi Khazri        |             | Attaquant | Libre          | Association sportive de Saint-Étienne | Ligue 2 BKT                       |
| Faitout Maouassa    |             | Défenseur | Pret           | Club Bruges KV                        |                                   |
| Falaye Sacko        |             | Défenseur | Pret           | Vitória Sport Clube                   | Liga Nos                          |
| Arnaud Nordin       |             | Attaquant | Libre          | Association sportive de Saint-Étienne | Ligue 2 BKT                       |
| Christopher Jullien |             | Défenseur | 1 M€           | Celtic Football Club                  |                                   |
| Départs             | Départs     | Départs   | Départs        | Départs                               | Départs                           |
| Florent Mollet      |             | Milieu    | 800 000 €      | FC Schalke 04                         | Bundesliga                        |
| Thuler              |             | Défenseur | Retour de pret | Flamengo                              | Championnat du Brésil de football |
| Mihailo Ristić      |             | Défenseur | Libre          | Benfica Lisbonne                      | Liga Nos                          |
| Junior Sambia       |             | Défenseur | Libre          | Unione Sportiva Salernitana 1919      | Serie A italienne                 |
| Clément Vidal       |             | Défenseur | Libre          | Athletic Club ajaccien                | Ligue 1                           |
| Nicholas Gioacchini |             | Attaquant | retour de Prêt | Stade Malherbe Caen                   | Ligue 2 BKT                       |
| Rémy Cabella        |             | Milieu    | Libre          | LOSC Lille                            | Ligue 1                           |
| ------------------- | ----------- | --------- | -------------- | ------------------------------------- | --------------------------------- |

### Transferts hivernaux
Le mercato ouvre le 1er janvier et se termine le 31 janvier.
| Nom     | Nationalité | Poste   | Transfert | Provenance/Destination | Division |
| Arrivée | Arrivée     | Arrivée | Arrivée   | Arrivée                | Arrivée  |
| Départs | Départs     | Départs | Départs   | Départs                | Départs  |
| ------- | ----------- | ------- | --------- | ---------------------- | -------- |

### Préparation d'avant-saison
Le vendredi 3 septembre, pendant la trêve internationale, Montpellier se déplace sur la pelouse de Rodez Aveyron Football pour un match amical.
Le match ne dure que 45' car arrêté avec le mauvais temps. Le score était de 1-1 grâce à un but de l'Américain Nicholas Gioacchini.

## Schémas tactiques
Cette saison sera aussi marquée par un onze souvent modifié par les blessures et les cartons de joueurs cadres tels que : Téji Savanier, Mamadou Sakho ou encore Stéphy Mavididi en seconde partie de saison.

## Compétitions

### Matchs officiels de la saison
Le tableau ci-dessous retrace les rencontres officielles jouées par le Montpellier HSC durant la saison. Les buteurs sont accompagnés d'une indication sur la minute de jeu où est marqué le but et, pour certaines réalisations, sur sa nature (penalty ou contre son camp)
| Compétition     | Débute au tour | Place ou tour final | Matches joués | Gagnés | Nuls | Perdus | Buts pour | Buts contre | Différence |
| Ligue 1         | Non commencé   | -                   | 8             | 4      | 0    | 4      | 19        | 15          | +4         |
| Coupe de France | 1/32 de finale | -                   | 0             | 0      | 0    | 0      | 0         | 0           | +0         |
| Total           | -              | -                   | 8             | 4      | 0    | 4      | 19        | 15          | +4         |

| Journée 1                  | Montpellier HSC                                        | 3 - 2   | ESTAC Troyes                            | | |
| Dimanche 7 août 2022 15:00 | ( Maouassa) Sainte-Luce 3e · Savanier 15e ( Cozza) 81e | (2 - 2) | 12e (pen.) Tardieu ( Bruus) · 17e Baldé | Stade de la Mosson, Montpellier Spectateurs : 12 003 Diffuseur : Prime Video (multiplex) Arbitrage : Pierre Gaillouste | Stade de la Mosson, Montpellier Spectateurs : 12 003 Diffuseur : Prime Video (multiplex) Arbitrage : Pierre Gaillouste |
| Dimanche 7 août 2022 15:00 | Makouana 52e                                           | Rapport | 51e Kouamé                              | Stade de la Mosson, Montpellier Spectateurs : 12 003 Diffuseur : Prime Video (multiplex) Arbitrage : Pierre Gaillouste | Stade de la Mosson, Montpellier Spectateurs : 12 003 Diffuseur : Prime Video (multiplex) Arbitrage : Pierre Gaillouste |

| Journée 2                 | Paris Saint-Germain                                                                   | 5 - 2   | Montpellier HSC           |                                                                                                  |                                                                                                  |
| Samedi 13 août 2022 21:00 | Sacko 39e (csc) · Neymar 43e (pen.) · Neymar 51e · Mbappé 69e · ( Mendes) Sanches 87e | (2 - 0) | 58e Khazri · 90+2e Tchato | Parc des Princes, Paris Spectateurs : 46 000 Diffuseur : Canal+ Décalé Arbitrage : Willy Delajod | Parc des Princes, Paris Spectateurs : 46 000 Diffuseur : Canal+ Décalé Arbitrage : Willy Delajod |
| Samedi 13 août 2022 21:00 | Vitinha 60e · Kimpembe 66e                                                            | Rapport | 63e Elye Wahi             | Parc des Princes, Paris Spectateurs : 46 000 Diffuseur : Canal+ Décalé Arbitrage : Willy Delajod | Parc des Princes, Paris Spectateurs : 46 000 Diffuseur : Canal+ Décalé Arbitrage : Willy Delajod |

| Journée 3                   | Montpellier HSC                        | 1 - 2   | AJ Auxerre                                   | | |
| Dimanche 21 août 2022 15:00 | ( Nordin) Sakho 39e                    | (1 - 0) | 70e Da Costa ( Dugimont) · 75e (pen.) Autret | Stade de la Mosson, Montpellier Spectateurs : 13 137 Diffuseur : Prime Video (multiplex) Arbitrage : Mathieu Vernice | Stade de la Mosson, Montpellier Spectateurs : 13 137 Diffuseur : Prime Video (multiplex) Arbitrage : Mathieu Vernice |
| Dimanche 21 août 2022 15:00 | Fayad 46e · Sakho 73e · Savanier 90+4e | Rapport | 43e Joly · 51e Niang · 88e Da Costa          | Stade de la Mosson, Montpellier Spectateurs : 13 137 Diffuseur : Prime Video (multiplex) Arbitrage : Mathieu Vernice | Stade de la Mosson, Montpellier Spectateurs : 13 137 Diffuseur : Prime Video (multiplex) Arbitrage : Mathieu Vernice |

| Journée 4                   | Stade brestois 29 | 0 - 7   | Montpellier HSC | | |
| Dimanche 28 août 2022 15:00 |                   | (0 - 5) | 6e Maouassa ( Wahi) · 10e Wahi ( Khazri) 31e Wahi ( Maouassa) · 11e Khazri ( Sacko) · 25e Cozza · 64e Germain ( Luce) | Stade Francis-Le Blé, Brest Spectateurs : 11 546 Diffuseur : Prime Video (multiplex) Arbitrage : Marc Bollengier | Stade Francis-Le Blé, Brest Spectateurs : 11 546 Diffuseur : Prime Video (multiplex) Arbitrage : Marc Bollengier |
| Dimanche 28 août 2022 15:00 | Lees-Melou 50e    | Rapport | 62e Nordin · 71e Leroy                                                                                                | Stade Francis-Le Blé, Brest Spectateurs : 11 546 Diffuseur : Prime Video (multiplex) Arbitrage : Marc Bollengier | Stade Francis-Le Blé, Brest Spectateurs : 11 546 Diffuseur : Prime Video (multiplex) Arbitrage : Marc Bollengier |

| Journée 5                   | Montpellier HSC                                               | 2 - 0   | AC Ajaccio                                 | | |
| Mercredi 31 août 2022 19:00 | ( Maouassa) Nordin 28e · Wahi 77e ( Tchato)                   | (1 - 0) |                                            | Stade de la Mosson, Montpellier Spectateurs : 10 051 Diffuseur : Prime Video (multiplex) Arbitrage : Bastien Dechepy | Stade de la Mosson, Montpellier Spectateurs : 10 051 Diffuseur : Prime Video (multiplex) Arbitrage : Bastien Dechepy |
| Mercredi 31 août 2022 19:00 | Badé 42e · Omlin 45e · Sacko 52e · Doué 86e · Ugochukwu 90+1e | Rapport | 37e Hamouma · 72e Gonzalez · 75e Spadanuda | Stade de la Mosson, Montpellier Spectateurs : 10 051 Diffuseur : Prime Video (multiplex) Arbitrage : Bastien Dechepy | Stade de la Mosson, Montpellier Spectateurs : 10 051 Diffuseur : Prime Video (multiplex) Arbitrage : Bastien Dechepy |

| Journée 6                       | Montpellier HSC   | 1 - 3   | LOSC Lille                                                     | | |
| Dimanche 4 septembre 2022 13:00 | ( Ferri) Wahi 20e | (1 - 1) | 41e 90+5e David ( Cabella, Bamba) · 57e Angel Gomes ( Cabella) | Stade de la Mosson, Montpellier Spectateurs : 12 215 Diffuseur : Prime Video Arbitrage : Jérôme Brisard | Stade de la Mosson, Montpellier Spectateurs : 12 215 Diffuseur : Prime Video Arbitrage : Jérôme Brisard |
| Dimanche 4 septembre 2022 13:00 | Germain 45+3e     | Rapport | 16e Djaló · 80e Ounas · 86e André Gomes · 90+4e David          | Stade de la Mosson, Montpellier Spectateurs : 12 215 Diffuseur : Prime Video Arbitrage : Jérôme Brisard | Stade de la Mosson, Montpellier Spectateurs : 12 215 Diffuseur : Prime Video Arbitrage : Jérôme Brisard |

| Journée 7                        | Angers SCO                   | 2 - 1   | Montpellier HSC                                     | | |
| Dimanche 11 septembre 2022 15:00 | Hunou 9e · Boufal 69e (pen.) | (1 - 1) | 7e Nordin ( Maouassa)                               | Stade Raymond-Kopa, Angers Spectateurs : 6 165 Diffuseur : Prime Video (multiplex) Arbitrage : François Letexier | Stade Raymond-Kopa, Angers Spectateurs : 6 165 Diffuseur : Prime Video (multiplex) Arbitrage : François Letexier |
| Dimanche 11 septembre 2022 15:00 | Mendy 80e · Bamba 90+3e      | Rapport | 66e Kamara · 83e Leroy · 90+2e Ferri · 90+3e Khazri | Stade Raymond-Kopa, Angers Spectateurs : 6 165 Diffuseur : Prime Video (multiplex) Arbitrage : François Letexier | Stade Raymond-Kopa, Angers Spectateurs : 6 165 Diffuseur : Prime Video (multiplex) Arbitrage : François Letexier |

| Journée 8                      | Montpellier HSC                                     | 2 - 1   | RC Strasbourg                                              | | |
| Samedi 17 septembre 2022 17:00 | ( Savanier) Nordin 17e · Savanier 90+5e (pen.)      | (1 - 0) | 85e Diallo                                                 | Stade de la Mosson, Montpellier Spectateurs : 10 780 Diffuseur : Prime Video Arbitrage : Jérémy Stinat | Stade de la Mosson, Montpellier Spectateurs : 10 780 Diffuseur : Prime Video Arbitrage : Jérémy Stinat |
| Samedi 17 septembre 2022 17:00 | Chotard 30e · Nordin 41e · Estève 64e · Cozza 90+4e | Rapport | 20e Aholou · 45+5e Bellegarde · 69e Doukouré · 90+4e Djiku | Stade de la Mosson, Montpellier Spectateurs : 10 780 Diffuseur : Prime Video Arbitrage : Jérémy Stinat | Stade de la Mosson, Montpellier Spectateurs : 10 780 Diffuseur : Prime Video Arbitrage : Jérémy Stinat |

| Journée 9                     | Toulouse FC | 4 - 2   | Montpellier HSC                                   | | |
| Dimanche 2 octobre 2022 15:00 | ( Chaïbi) Spierings 18e · ( van den Boomen) Aboukhlal 24e · ( van den Boomen) Chaïbi 31e · ( Aboukhlal) Dejaegere 48e | (3 - 1) | 7e Cozza · 68e Wahi ( Chotard)                    | Stadium de Toulouse, Toulouse Spectateurs : 21 820 Diffuseur : Prime Video (multiplex) Arbitrage : Jérémie Pignard | Stadium de Toulouse, Toulouse Spectateurs : 21 820 Diffuseur : Prime Video (multiplex) Arbitrage : Jérémie Pignard |
| Dimanche 2 octobre 2022 15:00 | Sylla 43e · Desler 60e · Genreau 73e                                                                                  | Rapport | 16e Ferri · 33e Chotard · 53e Savanier · 67e Wahi | Stadium de Toulouse, Toulouse Spectateurs : 21 820 Diffuseur : Prime Video (multiplex) Arbitrage : Jérémie Pignard | Stadium de Toulouse, Toulouse Spectateurs : 21 820 Diffuseur : Prime Video (multiplex) Arbitrage : Jérémie Pignard |

| Journée 10                    | Montpellier HSC          | 0 - 2   | AS Monaco FC                                       | | |
| Dimanche 9 octobre 2022 13:00 |                          | (0 - 1) | 45+1e Embolo ( Ben Yedder) · 80e Boadu ( Henrique) | Stade de la Mosson, Montpellier Spectateurs : 13 048 Diffuseur : Prime Video Arbitrage : Benoît Millot | Stade de la Mosson, Montpellier Spectateurs : 13 048 Diffuseur : Prime Video Arbitrage : Benoît Millot |
| Dimanche 9 octobre 2022 13:00 | Estève 10e · Jullien 88e | Rapport | 26e Henrique · 65e Badiashile · 71e Camara         | Stade de la Mosson, Montpellier Spectateurs : 13 048 Diffuseur : Prime Video Arbitrage : Benoît Millot | Stade de la Mosson, Montpellier Spectateurs : 13 048 Diffuseur : Prime Video Arbitrage : Benoît Millot |

| Journée 11                   | RC Lens                  | 1 - 0   | Montpellier HSC       | | |
| Samedi 15 octobre 2022 21:00 | Saïd 67e                 | (0 - 0) |                       | Stade Bollaert-Delelis, Lens Spectateurs : 37 320 Diffuseur : Canal+ Sport 360 et Canal+ Foot Arbitrage : Hakim Ben El Hadj | Stade Bollaert-Delelis, Lens Spectateurs : 37 320 Diffuseur : Canal+ Sport 360 et Canal+ Foot Arbitrage : Hakim Ben El Hadj |
| Samedi 15 octobre 2022 21:00 | Medina 19e · Machado 65e | Rapport | 19e Wahi · 31e Estève | Stade Bollaert-Delelis, Lens Spectateurs : 37 320 Diffuseur : Canal+ Sport 360 et Canal+ Foot Arbitrage : Hakim Ben El Hadj | Stade Bollaert-Delelis, Lens Spectateurs : 37 320 Diffuseur : Canal+ Sport 360 et Canal+ Foot Arbitrage : Hakim Ben El Hadj |

| Journée 12                   | Montpellier HSC                        | 1 - 2   | Olympique lyonnais                                 | | |
| Samedi 22 octobre 2022 17:00 | ( Ferri) Wahi 70e                      | (0 - 1) | 33e Aouar ( Lacazette) · 90e Lacazette ( Caqueret) | Stade de la Mosson, Montpellier Spectateurs : 15 339 Diffuseur : Prime Video Arbitrage : Thomas Léonard | Stade de la Mosson, Montpellier Spectateurs : 15 339 Diffuseur : Prime Video Arbitrage : Thomas Léonard |
| Samedi 22 octobre 2022 17:00 | Savanier 59e · Mavididi 74e · Wahi 74e | Rapport | 7e Aouar · 49e Mendes · 74e Diomandé               | Stade de la Mosson, Montpellier Spectateurs : 15 339 Diffuseur : Prime Video Arbitrage : Thomas Léonard | Stade de la Mosson, Montpellier Spectateurs : 15 339 Diffuseur : Prime Video Arbitrage : Thomas Léonard |

| Journée 13                     | Stade rennais FC                                                            | 3 - 0   | Montpellier HSC         | | |
| Dimanche 30 octobre 2022 15:00 | ( Majer) Terrier 15e · ( Bourigeaud) Kalimuendo 23e · ( Terrier) Gouiri 85e | (2 - 0) |                         | Roazhon Park, Rennes Spectateurs : 25 617 Diffuseur : Prime Video (multiplex) Arbitrage : Bastien Dechepy | Roazhon Park, Rennes Spectateurs : 25 617 Diffuseur : Prime Video (multiplex) Arbitrage : Bastien Dechepy |
| Dimanche 30 octobre 2022 15:00 | Majer 84e                                                                   | Rapport | 23e Cozza · 72e Chotard | Roazhon Park, Rennes Spectateurs : 25 617 Diffuseur : Prime Video (multiplex) Arbitrage : Bastien Dechepy | Roazhon Park, Rennes Spectateurs : 25 617 Diffuseur : Prime Video (multiplex) Arbitrage : Bastien Dechepy |

| Journée 14                     | Clermont Foot 63      | 1 - 1   | Montpellier HSC        | | |
| Dimanche 6 novembre 2022 15:00 | ( Rashani) Andrić 62e | (0 - 1) | 10e (pen.) Savanier    | Stade Gabriel-Montpied, Clermont-Ferrand Spectateurs : 10 990 Diffuseur : Prime Video (multiplex) Arbitrage : Marc Bollengier | Stade Gabriel-Montpied, Clermont-Ferrand Spectateurs : 10 990 Diffuseur : Prime Video (multiplex) Arbitrage : Marc Bollengier |
| Dimanche 6 novembre 2022 15:00 | Ogier 42e             |         | 34e Cozza · 81e Khazri | Stade Gabriel-Montpied, Clermont-Ferrand Spectateurs : 10 990 Diffuseur : Prime Video (multiplex) Arbitrage : Marc Bollengier | Stade Gabriel-Montpied, Clermont-Ferrand Spectateurs : 10 990 Diffuseur : Prime Video (multiplex) Arbitrage : Marc Bollengier |

| Journée 15                      | Montpellier HSC         | 1 - 1   | Stade de Reims            | | |
| Dimanche 13 novembre 2022 15:00 | Delaye 90+1e            | (0 - 0) | 87e Munetsi ( van Bergen) | Stade de la Mosson, Montpellier Spectateurs : 11 778 Diffuseur : Prime Video (multiplex) Arbitrage : Florent Batta | Stade de la Mosson, Montpellier Spectateurs : 11 778 Diffuseur : Prime Video (multiplex) Arbitrage : Florent Batta |
| Dimanche 13 novembre 2022 15:00 | Souquet 27e · Leroy 40e | Rapport | 24e Diouf · 72e Cajuste   | Stade de la Mosson, Montpellier Spectateurs : 11 778 Diffuseur : Prime Video (multiplex) Arbitrage : Florent Batta | Stade de la Mosson, Montpellier Spectateurs : 11 778 Diffuseur : Prime Video (multiplex) Arbitrage : Florent Batta |

| Journée 16                   | FC Lorient                            | 0 - 2   | Montpellier HSC                                  |                                                                                                   |                                                                                                   |
| Jeudi 29 décembre 2022 17:00 |                                       | (0 - 2) | 3e Savanier · 22e Wahi                           | Stade du Moustoir, Lorient Spectateurs : 15 963 Diffuseur : Prime Video Arbitrage : Willy Delajod | Stade du Moustoir, Lorient Spectateurs : 15 963 Diffuseur : Prime Video Arbitrage : Willy Delajod |
| Jeudi 29 décembre 2022 17:00 | Le Fée 7e · Kalulu 51e · Innocent 59e | Rapport | 28e Leroy · 43e Sacko · 58e Omlin · 90e Savanier | Stade du Moustoir, Lorient Spectateurs : 15 963 Diffuseur : Prime Video Arbitrage : Willy Delajod | Stade du Moustoir, Lorient Spectateurs : 15 963 Diffuseur : Prime Video Arbitrage : Willy Delajod |

| Journée 17                 | Montpellier HSC         | 1 - 2   | Olympique de Marseille                | | |
| Lundi 2 janvier 2023 19:00 | Savanier 90+1e (pen.)   | (0 - 0) | 47e Tavares · 61e (csc) Estève        | Stade de la Mosson, Montpellier Spectateurs : 18 971 Diffuseur : Prime Video Arbitrage : Ruddy Buquet | Stade de la Mosson, Montpellier Spectateurs : 18 971 Diffuseur : Prime Video Arbitrage : Ruddy Buquet |
| Lundi 2 janvier 2023 19:00 | Ferri 52e · Jullien 86e | Rapport | 7e Mbemba · 87e Tavares · 90+1e Lopez | Stade de la Mosson, Montpellier Spectateurs : 18 971 Diffuseur : Prime Video Arbitrage : Ruddy Buquet | Stade de la Mosson, Montpellier Spectateurs : 18 971 Diffuseur : Prime Video Arbitrage : Ruddy Buquet |

| Journée 18                     | OGC Nice | 6 - 1   | Montpellier HSC | | |
| Mercredi 11 janvier 2022 21:00 | ( Thuram) Pépé 15e · ( Dante) Thuram 35e · ( Ramsey) Pépé 56e · ( Laborde) Delort 75e · ( Bouanani) Barkley 82e · ( Delort) Barkley 85e | (2 - 0) | 80e Savanier    | Allianz Riviera, Nice Spectateurs : 17 500 Diffuseur : Prime Video (multiplex) Arbitrage : Bastien Depechy | Allianz Riviera, Nice Spectateurs : 17 500 Diffuseur : Prime Video (multiplex) Arbitrage : Bastien Depechy |
| Mercredi 11 janvier 2022 21:00 | Pépé 63e | Rapport | 63e Khazri      | Allianz Riviera, Nice Spectateurs : 17 500 Diffuseur : Prime Video (multiplex) Arbitrage : Bastien Depechy | Allianz Riviera, Nice Spectateurs : 17 500 Diffuseur : Prime Video (multiplex) Arbitrage : Bastien Depechy |

| Journée 19                     | Montpellier HSC       | 0 - 3   | FC Nantes                                                        | | |
| Dimanche 15 janvier 2023 15:00 |                       | (0 - 1) | 45+13e Girotto · 81e Mohamed ( Chirivella) · 84e Blas ( Corchia) | Stade de la Mosson, Montpellier Spectateurs : 10 947 Diffuseur : Prime Video (multiplex) Arbitrage : Thomas Léonard | Stade de la Mosson, Montpellier Spectateurs : 10 947 Diffuseur : Prime Video (multiplex) Arbitrage : Thomas Léonard |
| Dimanche 15 janvier 2023 15:00 | Khazri 42e · Wahi 67e | Rapport | 45+11e Guessand · 69e Simon                                      | Stade de la Mosson, Montpellier Spectateurs : 10 947 Diffuseur : Prime Video (multiplex) Arbitrage : Thomas Léonard | Stade de la Mosson, Montpellier Spectateurs : 10 947 Diffuseur : Prime Video (multiplex) Arbitrage : Thomas Léonard |

| Journée 20                     | AJ Auxerre | 0 - 2   | Montpellier HSC                                 | | |
| Dimanche 29 janvier 2023 15:00 |            | (0 - 0) | 62e Mavididi ( Jullien) · 80e Mavididi ( Fayad) | Stade de l'Abbé-Deschamps, Auxerre Spectateurs : 14 206 Diffuseur : Prime Video (multiplex) Arbitrage : Jérémy Stinat | Stade de l'Abbé-Deschamps, Auxerre Spectateurs : 14 206 Diffuseur : Prime Video (multiplex) Arbitrage : Jérémy Stinat |
| Dimanche 29 janvier 2023 15:00 | Mensah 54e | Rapport | 40e Tchato Mbiayi · 60e Leroy · 67e Mavididi    | Stade de l'Abbé-Deschamps, Auxerre Spectateurs : 14 206 Diffuseur : Prime Video (multiplex) Arbitrage : Jérémy Stinat | Stade de l'Abbé-Deschamps, Auxerre Spectateurs : 14 206 Diffuseur : Prime Video (multiplex) Arbitrage : Jérémy Stinat |

| Journée 21                      | Montpellier HSC        | 1 - 3   | Paris Saint-Germain                                                          | | |
| Mercredi 1er février 2023 21:00 | ( Mavididi) Nordin 89e | (0 - 0) | 55e Ruiz (Ekitike ) · 72e Messi (Ruiz ) · 90+2e Zaïre-Emery (Achraf Hakimi ) | Stade de la Mosson, Montpellier Spectateurs : 17 454 Diffuseur : Canal+ Sport 360 Arbitrage : Jérémie Pignard | Stade de la Mosson, Montpellier Spectateurs : 17 454 Diffuseur : Canal+ Sport 360 Arbitrage : Jérémie Pignard |
| Mercredi 1er février 2023 21:00 | Jullien 7e             | Rapport | 11e Pereira                                                                  | Stade de la Mosson, Montpellier Spectateurs : 17 454 Diffuseur : Canal+ Sport 360 Arbitrage : Jérémie Pignard | Stade de la Mosson, Montpellier Spectateurs : 17 454 Diffuseur : Canal+ Sport 360 Arbitrage : Jérémie Pignard |

| Journée 22                    | RC Strasbourg                      | 2 - 0                                             | Montpellier HSC |                                                                                                   |                                                                                                   |
| Dimanche 5 février 2023 15:00 | Habib Diallo 1re, Habib Diallo 45e | (2 - 0)                                           |                 | Stade de la Meinau, Strasbourg Diffuseur : Prime Video (multiplex) Arbitrage : Stéphanie Frappart | Stade de la Meinau, Strasbourg Diffuseur : Prime Video (multiplex) Arbitrage : Stéphanie Frappart |
| Dimanche 5 février 2023 15:00 | Jean-Eudes AholouModèle:Sent off33 | https://www.ligue1.fr/feuille-match?matchId=70978 |                 | Stade de la Meinau, Strasbourg Diffuseur : Prime Video (multiplex) Arbitrage : Stéphanie Frappart | Stade de la Meinau, Strasbourg Diffuseur : Prime Video (multiplex) Arbitrage : Stéphanie Frappart |

| Journée 23                     | Montpellier HSC | 3 - 0   | Stade brestois 29 |                                                                     |                                                                     |
| Dimanche 12 février 2023 15:00 |                 | (2 - 0) |                   | Stade de la Mosson, Montpellier Diffuseur : Prime Video (multiplex) | Stade de la Mosson, Montpellier Diffuseur : Prime Video (multiplex) |

| Journée 24                     | ESTAC Troyes | -   | Montpellier HSC |                                                             |                                                             |
| Dimanche 19 février 2023 15:00 |              | (-) |                 | Stade de l'Aube, Troyes Diffuseur : Prime Video (multiplex) | Stade de l'Aube, Troyes Diffuseur : Prime Video (multiplex) |

| Journée 25                   | Montpellier HSC | -   | RC Lens |                                                              |                                                              |
| Samedi 25 février 2023 21:00 |                 | (-) |         | Stade de la Mosson, Montpellier Diffuseur : Canal+ Sport 360 | Stade de la Mosson, Montpellier Diffuseur : Canal+ Sport 360 |

| Journée 26           | Montpellier HSC | -   | Angers SCO |                                 |                                 |
| Dimanche 5 mars 2023 |                 | (-) |            | Stade de la Mosson, Montpellier | Stade de la Mosson, Montpellier |

| Journée 27            | AC Ajaccio | -   | Montpellier HSC |                              |                              |
| Dimanche 12 mars 2023 |            | (-) |                 | Stade François-Coty, Ajaccio | Stade François-Coty, Ajaccio |

| Journée 28            | Montpellier HSC | -   | Clermont Foot 63 |                                 |                                 |
| Dimanche 19 mars 2022 |                 | (-) |                  | Stade de la Mosson, Montpellier | Stade de la Mosson, Montpellier |

| Journée 29            | Olympique de Marseille | -   | Montpellier HSC |                             |                             |
| Dimanche 2 avril 2023 |                        | (-) |                 | Orange Vélodrome, Marseille | Orange Vélodrome, Marseille |

| Journée 30            | Montpellier HSC | -   | Toulouse FC |                                 |                                 |
| Dimanche 9 avril 2023 |                 | (-) |             | Stade de la Mosson, Montpellier | Stade de la Mosson, Montpellier |

| Journée 31             | LOSC Lille | -   | Montpellier HSC |                                        |                                        |
| Dimanche 16 avril 2023 |            | (-) |                 | Stade Pierre-Mauroy, Villeneuve-d'Ascq | Stade Pierre-Mauroy, Villeneuve-d'Ascq |

| Journée 32             | Montpellier HSC | -   | Stade rennais FC |                                 |                                 |
| Dimanche 23 avril 2023 |                 | (-) |                  | Stade de la Mosson, Montpellier | Stade de la Mosson, Montpellier |

| Journée 33             | AS Monaco FC | -   | Montpellier HSC |                        |                        |
| Dimanche 30 avril 2023 |              | (-) |                 | Stade Louis-II, Monaco | Stade Louis-II, Monaco |

| Journée 34          | Olympique lyonnais | -   | Montpellier HSC |                                    |                                    |
| Dimanche 7 mai 2023 |                    | (-) |                 | Groupama Stadium, Décines-Charpieu | Groupama Stadium, Décines-Charpieu |

| Journée 35           | Montpellier HSC | -   | FC Lorient |                                 |                                 |
| Dimanche 14 mai 2022 |                 | (-) |            | Stade de la Mosson, Montpellier | Stade de la Mosson, Montpellier |

| Journée 36           | FC Nantes | -   | Montpellier HSC |                               |                               |
| Dimanche 21 mai 2023 |           | (-) |                 | Stade de la Beaujoire, Nantes | Stade de la Beaujoire, Nantes |

| Journée 37         | Montpellier HSC | -   | OGC Nice |                                 |                                 |
| Samedi 27 mai 2023 |                 | (-) |          | Stade de la Mosson, Montpellier | Stade de la Mosson, Montpellier |

| Journée 38         | Stade de Reims | -   | Montpellier HSC |                              |                              |
| Samedi 3 juin 2023 |                | (-) |                 | Stade Auguste-Delaune, Reims | Stade Auguste-Delaune, Reims |

| 1/32 de finale                | Pau FC                                | 2 - 1   | Montpellier HSC      |                                                                                                |                                                                                                |
| Vendredi 6 janvier 2022 18:00 | ( Koffi) Bassouamina 25e · George 82e | (1 - 0) | 70e Germain ( Ferri) | Nouste Camp, Pau Spectateurs : 3 349 Diffuseur : beIN Sports MAX 4 Arbitrage : Mathieu Vernice | Nouste Camp, Pau Spectateurs : 3 349 Diffuseur : beIN Sports MAX 4 Arbitrage : Mathieu Vernice |
| Vendredi 6 janvier 2022 18:00 | Rapport                               |         |                      | Nouste Camp, Pau Spectateurs : 3 349 Diffuseur : beIN Sports MAX 4 Arbitrage : Mathieu Vernice | Nouste Camp, Pau Spectateurs : 3 349 Diffuseur : beIN Sports MAX 4 Arbitrage : Mathieu Vernice |

### Effectif professionnel
Le tableau ci-dessous recense l'effectif professionnel actuel du Montpellier Hérault Sport Club.
En grisé, les sélections de joueurs internationaux chez les jeunes mais n'ayant jamais été appelés aux échelons supérieurs une fois l'âge limite dépassé.